# Libre te quiero
Libre te quiero és una pel·lícula documental de 2012 dirigida per Basilio Martín Patino que narra l'Acampada de Sol organitzada pel Moviment 15-M a la Porta del Sol de Madrid des de maig a octubre de l'any 2011.

## Títol
Libre te quiero és el títol d'un poema de l'escriptor Agustín García Calvo. A aquest poema li posarà música el compositor i cantant Amancio Prada en el disc gravat en 1979 Canciones de amor y celda. El poema cantat per Amancio Prada està inclòs en la banda sonora de la pel·lícula de Basilio Martín Patino.

## Sinopsi
La pel·lícula, filmada en 2011, comença amb imatges de l'arribada de manifestants del 15M a la Porta del Sol, continua amb l'establiment de la denominada Acampada Sol, on s'inicien múltiples activitats i assemblees, constituint-se una forma de ciutat paral·lela assembleària. L'estructura de l'Acampada del Sol del 15M s'estén tant a nombrosos barris de Madrid com a moltes ciutats espanyoles. Les imatges constaten els successos deixant que els rostres parlin per si sols. Acaba descrivint la fi de l'acampada.

## Rodatge i estrena
En 2011 durant les Protestes ciutadanes del moviment 15-M Martín Patino inicia el rodatge de Libre te quiero, documental que es va estrenar en la Seminci de Valladolid a l'octubre de 2012 i que narra els esdeveniments ocorreguts a Madrid durant maig i octubre de 2011.